# Gastone Rossi
Gastone Rossi, nome di battaglia "Leone" (Marzabotto, 25 aprile 1928 – Marzabotto, 3 settembre 1944), è stato un partigiano italiano, medaglia d'oro al valor militare alla memoria.

## Biografia
Faceva parte della Brigata Partigiana Stella Rossa, comandata da Mario Musolesi "Lupo"; il suo coraggio e valore furono messi alla prova durante le molte battaglie nelle quali si trovò a combattere.
Gastone segue il fratello maggiore Giovanni, il quale ventenne lascia il lavoro di operaio a Bologna per organizzare con Mario Musolesi nella zona di Monzuno le prime formazioni partigiane. Gastone prende il nome di battaglia "Leone".
Dopo la sua scomparsa la brigata prenderà il suo nome. Giovanni proseguirà la lotta antifascista al fianco delle truppe della V Armata americana, assieme ai suoi compagni superstiti dei rastrellamenti culminati con la strage di Marzabotto.

## Onorificenze
Data conferimento: 1944
Partigiano combattente

### Riconoscimenti
Bologna gli ha intitolato una scuola e una via. Ogni anno, in via Gastone Rossi, al civico 12, i ragazzi domiciliati nell'interno 2 (conosciuti come "I Gastoni") organizzano una cerimonia in memoria della sua morte, il 3 settembre. 